# فرودگاه صحرایی چارلز برندزینو چیس یر. ممریال
فرودگاه صحرایی چارلز برندزینو چیس یر. ممریال (به انگلیسی: Charles A. Chase Jr. Memorial Field) یک فرودگاه همگانی بهره‌برداری هوایی است که یک باند فرود چمن دارد و طول باند آن ۸۹۲ متر است. این فرودگاه در کشور ایالات متحده آمریکا قرار دارد و در ارتفاع ۱۵۸٫۵ متری از سطح دریا واقع شده‌است.